# Анкірський собор
Анкірський собор — церковна рада, або синод, скликаний в Анкірі (сучасна Анкара, столиця Туреччини), резиденції римської адміністрації провінції Галатія, у 314 році. Пора настала незабаром після Великодня; рік можна сміливо вивести з того факту, що перші дев’ять канонів мають на меті виправити хаос, спричинений переслідуваннями в церкві, які припинилися після повалення Максиміна II у 313 році. Майже в кожній частині Сирії та Малої Азії. Головував або Віталій, єпископ Антіохійський, або Марцелл Анкірський, і, можливо, обидва були присутні, хоча Libellus Synodicus, також відомий як Synodicon Vetus, приписує останньому.
Десятий канон допускає шлюби дияконів, які до висвячення залишили за собою право взяти дружину.
Тринадцятий забороняє хорієпископам висвячувати пресвітерів або дияконів.
Шістнадцятий канон об’єднує християн, які вчинили зоофілію, або, можливо, все ще робили це, на кілька різних груп залежно від віку злочинця, і призначає різні покаяння кожній групі; одружені чоловіки старше 20 років зазнавали більш суворих покарань, ніж неодружені молоді, а одружені чоловіки старше 50 років зазнали найсуворіших санкцій.
Сімнадцятий канон засуджує християн, які або вчинили зоофілію, або вступили в статевий зв'язок з прокаженою жінкою, будучи хворими на проказу, до необхідності молитися з зимуючими, тобто поза церковними будівлями. Рівняння прокажених жінок зі звірами зазвичай вважається важким для інтерпретації.
Вісімнадцятий гарантує право людей заперечувати проти призначення єпископа, якого вони не бажають.
Канон XXII: Щодо навмисних вбивць нехай залишаються ниць; але наприкінці життя нехай віддають їм повне причастя.
Канон XXIV накладає п’ять років покути на тих, хто консультується з магами.

## Зовнішні посилання
- Канони Анкірського Собору